# 山崎泰彦
山﨑 泰彦（やまさき やすひこ、1945年11月25日 - ）は、日本の経済学者。専門は社会保障論。神奈川県立保健福祉大学名誉教授。上智大学教授・日本年金学会代表幹事・厚生労働省社会保障審議会会長代理などを歴任。

## 人物・経歴
広島県生まれ。修道高等学校を経て、1968年横浜市立大学商学部卒業。社会保障研究所（現：国立社会保障・人口問題研究所）研究員、上智大学講師、助教授、教授、神奈川県立保健福祉大学教授を経て、2011年神奈川県立保健福祉大学名誉教授。2013年厚生労働省社会保障審議会会長代理。専門は年金、医療、福祉などの社会保障論。
日本年金学会代表幹事、社会保障制度改革国民会議委員、中国残留邦人への支援に関する有識者会議委員、高齢者医療制度に関する検討会委員、日本年金機構設立委員、財政制度等審議会臨時委員、かながわ高齢者保健福祉計画評価・推進委員会委員長、横浜市国民健康保険運営協議会会長、横浜市介護保険運営協議会会長などを歴任した。

## 著作
- 『年金ライフ：新しい自立を考える』（網代毅と共著）東京都電機厚生年金基金十周年記念出版委員会 1979
- 『高齢化社会と年金』（村上清と共編）中央法規出版 1981
- 『新年金制度Q&A』（村上清と共著）日本生産性本部 1985
- 『NHK〈ラジオセンター〉年金相談』日本放送出版協会 1986
- 『年金改革：改正ポイントと年金の基礎』経済法令研究会 1994
- 『明解年金の知識』経済法令研究会 2000
- 『介護の仕事がわかる本』（監修）法研 2000
- 『介護保険制度・ゴールドプラン21』（編）東京法令出版 2000
- 『新体系看護学１４』（編）メヂカルフレンド社 2002
- 『社会保障論』（広井良典と共編著）ミネルヴァ書房 2003
- 『医療制度改革と保険者機能』（尾形裕也と共編著）東洋経済新報社 2003
- 『社会保障』（広井良典と共著）ミネルヴァ書房 2004
- 『患者・国民のための医療改革』社会保険研究所 2005
- 『社会福祉制度』（共著）実教出版 2007